# Jean-Marc Manfrin
Jean-Marc Manfrin (Toulouse, 4 maart 1963) is een voormalig Frans wielrenner. Manfrin was beroepsrenner tussen 1986 en 1990 en won 3 wedstrijden. Hij reed zijn volledige carrière voor Franse wielerteams. 

## Belangrijkste overwinningen
1986
- 9e etappe Tour de l'Avenir

1988
- 1e in eindklassement Ronde van de Limousin

1989
- 4e etappe Grand Prix du Midi Libre